# 原物
原物（德語：Substanz）又稱母物，為能產生孳息的標的物或法律關係，如生蛋的母雞、生產果實的果樹、因法律關係能產生利息的本金等均屬之。
而原物主義源自羅馬法，指原物所有人有權收取孳息，現行法律也採原物主義，但法律有特別規定或當事人約定時，非原物所有人則能收取孳息。